# Уорд, Дэниел
Дэ́ниел Уорд (англ. Daniel Ward, род. 17 ноября 1981 года в Западном Мидлендсе, Англия) — английский снукерист.

## Карьера
В начале своей карьеры, в конце 90-х — начале 2000-х Уорд успешно играл на местных юниорских и любительских турнирах. В 2004 году он выиграл Baltic Cup и представлял Англию на командном чемпионате Европы (на этом турнире он дошёл до финала). В 2006 он достиг пока лучшего для себя результата — финала любительского чемпионата мира, но в решающем матче проиграл Курту Мэфлину со счётом 8:11.
Уорд никогда не играл в мэйн-туре и не имел статус профессионала; в последнее время он выступал в серии PIOS.
Высший брейк Дэниела Уорда — 147 очков.